# GD Lam Pak
Grupo Desportivo de Lam Pak (chinesisch 藍白) ist ein 1988 gegründeter macauischer Fußballverein. Mit neun Titeln in der Liga de Elite ist der Klub derzeit Rekordmeister.

## Geschichte
Der Klub wurde im Jahr 1988 gegründet. Über die Anfangszeit ist nicht viel bekannt. In der Saison 1991/92 der Campeonato da 1ª Divisão do Futebol gewann das Team erstmals die Meisterschaft. In den Spielzeiten 1996/97 bis 1998/99 gewann man drei Titel in Folge. Die nächste Meisterschaft gelang in der Saison 2000/01, wo man sich zuerst mit 15:1 Punkten in der Gruppe A durchsetzte und später in der Meisterrunde mit 38 Punkten auf dem ersten Platz positionieren. Die Folgesaison schloss man mit 28 Punkten auf dem dritten Platz ab. Die über das gesamte Jahr ausgetragene Saison 2005 schloss man mit 29 auf dem zweiten Platz ab, mit drei Punkten Abstand auf den Meister. Die Spielzeit 2006 schloss man mit 48 Punkten als Meister ab. In der darauffolgenden Saison 2007 wurde das Team mit einem Punkt Vorsprung erneut Meister. In der nun wieder in zwei Halbjahren ausgespielten Saison 2007/08 wurde die Meisterschaft mit zwei Punkten Abstand hinter Monte Carlo verpasst. In der Saison 2008/09 wurde mit Monte Carlo der schärfste Konkurrent um die Meisterschaft ausgeschlossen und Lam Pak gewann den Titel mit 39 Punkten vor Windsor Arch Ka I.
Nach einem erneuten Moduswechsel auf Jahreswende Austragung der Saison erreichte das Team am Ende der Spielzeit 2010 mit 19 Punkten den dritten Platz. Darauf folgte in der Saison 2011 ein fünfter, sowie in der Saison 2012 ein vierter Platz. Hier glückte erstmals der Gewinn des nationalen Pokals, bei einem 2:1-Sieg im Finale über Monte Carlo. Aus unbekannten Gründen endete die Saison 2013 für die Mannschaft über den vierten Platz mit 36 Punkten in einer Abstufung. Gleiches galt auch Lam Ieng und Kuan Tai. Alle Mannschaften zogen sich aus finanziellen Gründen zurück. Bislang kehrte der Klub nicht in die höchste Liga zurück. Aktuell werden außerdem Mannschaften für den Spielbetrieb einer 5er- und einer 7er-Liga bereitgestellt.

## Erfolge
- Macauischer Meister: 1991/92, 1993/94, 1996/97, 1997/98, 1998/99, 2000/01, 2006, 2007, 2008/09
- Macauischer Pokalsieger: 2012